# Las Tablas Abajo
Las Tablas Abajo es un corregimiento ubicado en el distrito de Las Tablas en la provincia panameña de Los Santos. En el año 2010 tenía una población de 1.030 habitantes y una densidad poblacional de 65,7 personas por km².

## Geografía física
De acuerdo con los datos del INEC el corregimiento posee un área de 15,7 km².

## Demografía
De acuerdo con el censo del año 2010, el corregimiento tenía una población de unos 1.030 habitantes. La densidad poblacional era de 65,7 habitantes por km². 